# 文本語言學
文本語言學（英語：Text linguistics）是语言学的一个分支学科，它研究的是“文本（Text）”。文本是指能够完整的表达某種思想或意思的文字或語言。
文本語言學研究的一个重点就是句子之间的连接问题。也就是超句体间的相互联系。文本語言學认为超句体就是两个或两个以上的句子组成的一个意思相对完整的话语。此外，文本語言學还强调话语功能的研究。
文本語言學通常采用话语线型扩张分析法和句段语义组合法来研究话语结构。
文本語言學对一些学科产生了影响：
- 逻辑学
- 行动理论
- 参照理论
- 心理学
- 认知心理学
- 语言心理学
- 社会心理学
- 社会学
- 社会语言学
- 社会信息学

而文本語言學对人工语言的研究又影响了：
- 工程语言学
- 人工智能学
- 机器翻译学
- 语言信息处理学

有些文本語言學家认为，文本語言學的目的是描述人类交际的前提和条件的本质与组织形式。文本語言學的研究在语言教学，特别是第二语言教学中有广泛应用。